# HD 194951
HD 194951，又名BD+33 3910，SAO 70044、HR 7823，是一颗恒星，视星等为6.39，位于銀經73.86，銀緯-2.34，其B1900.0坐标为赤經20h 23m 13.4s，赤緯+33° -2.34′ 58″。